# Антоний Гълъбов
Антоний Найденов Гълъбов е български социолог и политолог.

## Биография
Антоний Гълъбов е роден на 30 януари 1964 г. в София. 
Завършва Социология в Софийския университет „Св. Климент Охридски“ в София (1989). Доктор по социология с дисертация на тема „Етническа идентичност и етнически конфликти“, защитена в Института по социология към Българската академия на науките (1996).
Старши научен сътрудник ІІ степен в Института по социология към Българската академия на науките (2005–2008). Доцент в департамент Политически науки на Нов български университет (2008– ). 
Ръководител на Работната група по ромските въпроси при Националния съвет по етнически и демографски въпроси при Министерския съвет (1997 – 2001). Експерт на Асоциация „Прозрачност без граници“ (1998-). 
Член на Българската социологическа асоциация (от 1985 година). Член на Асоциацията на специалисти по връзки с обществеността и image making IMAGINES (2001). Член на Управителния съвет на Международната асоциация за културна политика Ubuquite Culrure(s) – Париж, Франция (2003). Основател и член на Българско общество за индивидуална свобода БОИС (2003). Заместник-председател на Научния комитет на Асоциация EUROPA – Лимож, Франция (2004) Председател на Управителния съвет на Институт за публични политики и партньорство (2005). Член на редакционния съвет на списание „Лидер“ (2005–2006). Член на редакционния екип на списание BM Business Magazine (2008). 
Гълъбов умира на 20 септември 2022 година.

### Монографии
- Граничната идентичност. Социологически профили на отклоняващо се поведение, София: Издателска къща „Ваньо Недков“, 2004, 198 стр.
- Девиантно поведение в училищна среда, София: „Европартньори 2007“, 2008, 175 стр.
- Социология на политическото действие, София: Нов български университет, 2012, 224 стр.

### Студии
- „Етническият проблем в България. Опит за диагноза“. Фондация „Свободна инициатива“, София, 1995.
- „Sociological Analysis of the Project Implementation. A Methodology for Interactive Policy Making on a Local Level“. – In: Local Democracy in the Bourgas Region. Modelling Interactive Policy Making. Center for Liberal Strategies, Sofia, Institute for Public and Politics, Amsterdam, Sofia, 1999, 105-141.
- „Curbing corruption and improving transparency in municipal council work in Bulgaria. A Policy paper and Handbook for Effective Advocacy“, Transparency International – Bulgaria, Sofia, 2000.
- „Корупцията“. – В: Г. Фотев (съставител) Социология на отклоняващото се поведение. Издателство Просвета, София, 2005, стр. 149-178.
- „Qualitative Dimensions of the Young People’s World“. – In: R. Bachvarova, A. Galabov, M. Mirchev., A Diverse Generation. The Young People of Bulgaria at the Threshold of Europe, Sintesi, Bruno Mondadori, Milano, 2007, pp. 201-271.
- „Identification of the Inner Gender Resources of the Roma Community for enhancing their integration in the Bulgarian society“. Bulgarian Fund for Women, Sofia, 2007, p.63.